# Sylvia Merx
Sylvia Alberts-Merx is een personage uit de Nederlandse soapserie Goede tijden, slechte tijden. De rol werd tussen 13 september 1993 en 4 februari 1997 gespeeld door actrice Hilde de Mildt. De Mildt keerde nog terug in Goede tijden, slechte tijden: De reünie. De sterfscène van Sylvia is een van de bekendste afleveringen van de serie.

## Levensverhaal
In Meerdijk gaat Sylvia aan de slag als baliemedewerkster bij De Rozenboom. Niet veel later ontmoet ze Jef Alberts, die op dat moment tijdelijk dakloos is. Jef is op dat moment pas een half jaar gescheiden van zijn vorige vrouw Karin. Als Sylvia en Jef samen een kleine wapenhandel oprollen, bloeit er iets moois tussen de twee op. Sylvia wil voorzichtig een relatie met Jef opbouwen.
Hun prille geluk wordt verstoord als Sylvia's ex-man Lex Zandstra plotseling weer opduikt. De relatie van Jef en Sylvia komt onder druk te staan. Floris, de zoon uit hun huwelijk, wil graag dat zijn ouders weer bij elkaar komen. Toch realiseert Sylvia zich dat Lex definitief verleden tijd is. Ze kiest definitief voor Jef en trouwt - in het geheim - met hem. Sylvia krijgt een baan aangeboden bij AA&F. Floris kan zijn moeders relatie met Jef accepteren. Desondanks besluit hij toch bij zijn vader te gaan wonen.
Het gemis van Floris doet Sylvia veel verdriet. Jef laat duidelijk merken dat hij geen kinderen meer wil en dat vindt Sylvia jammer. Zonder dat iemand ervan weet, bezoekt ze een weeshuis. In het weeshuis ontstaat een speciale band tussen haar en Kim Verduyn. Sylvia haalt Jef over om Kim te adopteren. Kim en Jef kunnen het alleen niet goed met elkaar vinden. De situatie loopt totaal uit de hand als Kim Jefs auto bekrast met een autosleutel. Sylvia weet niet wat ze met de twee aan moet en probeert te bemiddelen tussen haar man en haar adoptiedochter.
Sylvia zou graag zien dat de twee zich verzoenen. Terwijl de problemen zich thuis opstapelen, heeft Sylvia al een tijd last van hoofdpijn. De doktoren stellen vast dat Sylvia een hersentumor heeft. Sylvia houdt haar ziekte voor de buitenwereld verborgen. Ze weet dat ze ongeneeslijk ziek is. Uiteindelijk wordt haar geheim ontdekt. Kim en Jef zijn ontroostbaar. Sylvia wil niet aftakelen en besluit zelf over haar dood te beslissen. Ze reist samen met Jef naar Griekenland, omdat ze niet wil dat Kim erbij is. Kim blijft in Meerdijk achter, maar kan het niet meer aan. Ze reist af naar Griekenland. In die laatste dagen vormen Kim, Jef en Sylvia een echt gezinnetje. Kim en Jef groeien dichter naar elkaar toe. Als Sylvia merkt dat het snel gaat, pleegt ze euthanasie.
In 2007 was Sylvia nog een keer te zien in een flashback van Jef.